# Syke’n’Sugarstarr
Syke’n’Sugarstarr ist ein aus Hamburg stammendes Musik-Produktions-Duo, bestehend aus Serhat Sakin (auch bekannt unter dem DJ-Namen SESA) sowie Matthias Weber (auch bekannt unter dem DJ-Namen SUGARSTARR). Musikalisch sind Syke’n’Sugarstarr im Bereich der Elektronischen House Music angesiedelt.

## Musikproduktionen
Im April 1998 trafen Serhat Sakin und Matthias Weber aufeinander und gründeten das Künstler-Duo Syke’n’Sugarstarr mit der Absicht gemeinsam House Music zu produzieren. In der ersten Phase ihrer Karriere bis circa 2005 waren ihre Einflüsse aus den Bereichen Funk und Disco, sowie eine eindeutig perkussive Note in ihren Produktionen zu hören. Mit den darauf folgenden Jahren passte sich der Syke’n’Sugarstarr Sound zeitgemäß weiter an, so dass dieser ab ca. 2006 stilistisch eher als Uplifting & Progressive House zu bezeichnen wäre.
Ihre erste Veröffentlichung war ein Remix von Salt ’n’ Pepas „Push It“, der 1999 auf Universal Rec erschien und im selben Jahr Nr. 1 der deutschen Dance-Charts wurde. Daraufhin folgten weitere Remix-Aufträge von Universal Rec. u. a. für Shafts „Mambo Italiano“ oder Loonas „La Vida Es Una Flor“. Ihre erste eigene Single unter dem Künstler-Pseudonym Syke’n’Sugarstarr folgte wiederum erst im Jahre 2002 mit der Veröffentlichung von „Release Your Mind“ auf dem deutschen Label Delicious Garden Rec. Dieses führte zu weiteren Lizenzierungen der Single an das englische Label Swing City, dessen Inhaber Grant Nelson ist, und an das italienische Label Molto Rec., Frenetic Rec. in den Niederlanden und Casa Rosso Rec./Universal in Deutschland.
Den internationalen Durchbruch schafften Syke’n’Sugarstarr im Jahr 2003 mit ihrem Hit „Ticket 2 Ride“. Auch hier wurde die Single exklusiv in diverse Territorien lizenziert, darunter an die Labels Boss Rec. (UK), Sounds Good (Italien), Central Station Rec. (Australien). Im gleichen Jahr gründen Syke’n’Sugarstarr das Neben-Projekt SESA, dass gleichwohl und fortan als Solo-Projekt für Serhat Sakin dienen sollte.
„Ticket 2 Ride“ wurde zur Hymne in der Schwulenszene, und das italienische Modelabel Dolce & Gabbana nutzte den Song für ihre Fashion-Shows.
2004 trafen Syke’n’Sugarstarr auf die The Disco Boys, für die sie den Titel „For You“ produzierten. Nach seiner Veröffentlichung auf dem Label Kontor Records im Jahre 2005 schaffte es der von Bruce Springsteen geschriebene Song Nr. 1 aller Dance-Charts in Deutschland zu werden. 2006 erhielten Syke’n’Sugarstarr für diese Produktion die Goldene Schallplatte, und im Jahr 2010 gab es dafür sogar Platin. Bis heute gehört „For You“ zu den meistverkauften Dance-Tracks Deutschlands überhaupt.
Ebenso im Jahre 2004 gründete Matthias Weber das Label „Do The Hip!“. Dieses soll fortan als Plattform für neue Produktionen hauseigener Künstler dienen, primär für die Hauptprojekte Syke’n’Sugarstarr und SESA.
2005 unterzeichneten Syke’n’Sugarstarr einen Vertrag bei Egoist Rec., dem Label vom Schweizer Star DJ Antoine. Sie veröffentlichten dort die zwei Singles „Toda A Minha Vida“ sowie „Can’t Stop“. Es folgten die Single „Are You Watching Me Watching You“, zusammen mit der deutsch-brasilianischen Sängerin Alexandra Prince. Eine Cover-Version des Songs Watching Me, im Original von der 80er Kult-Band Shakatak. Anschließend erschien die erste eigene Syke’n’Sugarstarr-Single auf Kontor Rec., die den Namen „Danz“ trug. Zunächst als Instrumental-Version, kurz darauf auch mit weiblichen Vocals, dann unter dem Namen Danz(Devotion). 2008 veröffentlichten Syke’n’Sugarstarr das Re-Make der 90er Jahre House-Klassikers „No Love Lost“ und starteten eine Kollaboration mit dem US-Sänger CeCe Rogers, einem der Mitbegründer der Housemusic-Bewegung in den 80ern. Des Weiteren folgte die Zusammenarbeit mit DBN und Cosmo Klein resultierend in der Single „My Belief“, die auf dem Kölner Label WePlay Rec. erschien und sich mehrere Wochen auf Platz 1 der Deutschen Dance Charts (DDC) behaupten konnte. Die nächste Veröffentlichung mit dem Namen „Like That Sound“ entstand gemeinsam mit dem Pariser Sänger Jay Sebag, der zwischen 2003 und 2008 schon mit dem französischen DJ und Produzenten Martin Solveig erfolgreich zusammengearbeitet hatte. „Like That Sound“ wurde zunächst auf Do The Hip! und kurz darauf von dem niederländischen Label Spinnin’ Records auf deren Sublabel Oxygen Rec. veröffentlicht. Kurze Zeit später folgte die nächste Syke’n’Sugarstarr-Single auf Kontor Rec. namens „No Satisfaction“. Eine Electrohouse-Version des Rolling Stones Klassikers „I Can’t Get No Satisfaction“, gesungen erneut von Cosmo Klein. Daraufhin kooperierten sie mit dem italienischen DJ Cristian Marchi und der englischen Sängerin Lisa Millett. Die Single „You Got Me Rockin“ war eine der meistgespielten Tracks auf der Winter Music Conference (WMC) 2011. Im Jahr 2012 erschien die erste Syke’n’Sugarstarr Single auf Subliminal Rec., dem Label des bekannten US-DJs Erick Morillo. „World In Your Hands“, in Kooperation mit Denis The Menace, war eine der erfolgreichsten letzten Veröffentlichungen auf Subliminal. Ende 2012 kooperierten Syke’n’Sugarstarr erstmals mit dem schwedischen Komponisten und Produzenten Rasmus Faber. Die gemeinsame Single „We Go Oh“ war Anfang 2013 Nr. 2 in den englischen Music Week-Charts. Im Oktober 2013 entschlossen sich die Künstler dazu, den Namen Syke’n’Sugarstarr nicht mehr zu benutzen und stattdessen, aber nach wie vor gemeinsam, ihre Soloprojekte SESA und Sugarstarr intensiv voranzubringen.

## DJ Shows
Als DJs touren Syke’n’Sugarstarr seit Mitte 2003 durch die Welt und spielen auf den verschiedensten Events, Festivals, sowie in Clubs. In den meisten Fällen spielen sie als Solo-DJs, auf Nachfrage der Clubs und Veranstalter treten sie allerdings auch gemeinsam auf. Serhat Sakin (SESA) spielt Electro- & Progressive House (EDM), Matthias Weber (Sugarstarr) spielt Deep & Techhouse.
Ihre Musik hat sie bereits mehrfach nach Australien, Asien, Nord- und Südamerika, sowie durch annähernd alle Länder in Europa geführt.

## Radioshow
Die einstündige, nicht moderierte Radioshow Do The Hip! wird seit ihrem Launch 2009 wöchentlich auf ca. 60-70 Stationen weltweit ausgestrahlt. Bis Ende 2012 hosteten Syke’n’Sugarstarr gemeinsam die Show, wobei das musikalische Spektrum damals allumfassend von Deep bis Progressive-House reichte.
Seit Anfang 2013 spielen SESA und Sugarstarr im wöchentlichen Wechsel eine Auswahl der jeweils aktuellsten Tracks im House-Music-Genre. SESA spielt dabei einen Mix aus aktuellen Big-Room-Tracks (Electro, Progressive, EDM). Sugarstarr hingegen Deep & Techhouse. Neben den syndizierten Radiostationen kommen auch noch Gast-Mixe auf verschiedenen Sendern hinzu, die SESA oder Sugarstarr exklusiv für die gegebenen Anlässe mixen.

## Diskografie

### Singles
- Rasmus Faber & Syke’n’Sugarstarr ,We Go Oh‘ (Farplane Rec., 2013)
- Denis The Menace & Syke’n’Sugarstarr "World In Your Hands" (Subliminal Rec., 2012)
- Cristian Marchi & Syke’n’Sugarstarr feat. Lisa Millet "You Got Me Rockin" (Violence Rec., 2011)
- Cece Rogers & Syke’n’Sugarstarr "I Believe" (Ibiza World Rec., 2011)
- Syke’n’Sugarstarr „No Satisfaction“ (Kontor & div Labels weltweit, 2011)
- Syke’n’Sugarstarr & Jay Sebag  „Like That Sound“ (Spinnin Rec., 2011)
- Syke’n’Sugarstarr & Alexandra Prince „So Alive“ (WePlay Rec. 2010)
- Syke’n’Sugarstarr & DBN feat. Cosmo Klein „My Belief“ (WePlay Rec., 2010)
- Syke’n’Sugarstarr feat. Bonny Ferrer "Toda A Minha Vida" (Egoiste Rec., CH, 2009)
- Syke’n’Sugarstarr pres. CeCe Rogers "No Love Lost" (Kontor Rec., DE, 2008)
- Syke’n’Sugarstarr "DANZ (Devotion)" (dKontor Rec., DE, 2007)
- Syke’n’Sugarstarr & Alexandra Prince feat. JOOL "Are You Watching Me, Watching You" (div. Labels weltweit, 2006)
- Syke’n’Sugarstarr pres. Mel Canady "Can’t Stop" (Egoiste Rec., CH, 2005)
- Syke’n’Sugarstarr "Ticket 2 Ride", div Labels (div. Labels weltweit, 2003)
- Syke’n’Sugarstarr "Release your mind" (Swing City UK, 2002)

### Remixes
- Sean Finn feat Dacia Bridges "Stronger" (WePlay Rec., 2012)
- DBN "All My Life" (WePlay Rec., 2011)
- Feenixpawl "Seasons" (One Love, AU, 2011)
- David Vendetta "I Hope She Turns Around" (DJ Center, FR, 2009)
- Michael Canitrot "Desire" (Aime Music, FR, 2009)
- Tribal Kings "To The Beat Of The Drum" (Vicious Rec., AU, 2009)
- Sharon Pass "Call My Name" (Peppermint Jam Rec., DE, 2008)
- Milk & Sugar “Stay Around 2007” (AATW UK, 2007)
- Michael Gray "Somewhere Beyond" (Kontor Rec., DE, 2007)
- Phil Green vs Shokk “Fascination” (Big City Beats Rec., DE)
- Degrees Of Motion "Shine On" (Cayenne Rec., UK, 2006)
- Incognito "Listen To The Music" (Peppermint Jam Rec., DE, 2006)
- Porno "Music Power" feat. JOOL (Ministry Of Sound, UK, 2005)
- SESA "In My Life" (Central Station Rec, AU, 2005)
- DJ Dove "I Want It All" (Catch 22 Rec., USA, 2005)
- Armand Van Helden "Everytime I Feel" (Housesession Rec., DE, 2005)
- Hardsoul "Committed" (Soulfuric, USA, 2004)
- Mambana "Libre 2004" (Casa Rosso Rec.; DE, 2004)
- Afropeans feat. Inaya Day "Better things" (Peppermint Jam Rec., DE, 2004)
- Afropeans "Everybody 2004" (Peppermint Jam Rec., DE, 2004)
- Leee John "Mighty Power Of Love 2004" (Delicious Garden Rec., DE, 2004)
- Matt Caseli "Regina"s Porntrack II" (Peppermint Jam Rec., DE, 2004)
- Bimbo Jones "Dig It" (Delicious Garden Rec., DE, 2003)
- Horny United "Crazy Paris (Paris Latino)" (Casa Rosso Rec./Universal, DE, 2003)
- Mr. Sven G "House Music Lovas" (Clubland Rec., DE, 2003)
- Morris T & Fjrmo feat. Barbara Tucker "Let Me Be" (Housesession, DE, 2003)
- 2Indigo "Sing It, Shout It" (Peppermint Jam Rec., DE, 2003)
- SESA "All together" (Delicious Garden Rec., DE, 2003)
- Fred Perry & Steven Rhodan "Capt. Future Theme" (Rhythm Scan Rec., DE, 2002)
- Shaft "Mambo Italiano" (Urban/Universal Rec., DE, 2000)
- Salt'n'Pepa "Push It" (Universal Rec., DE, 1999)

### Auftragsproduktionen
- D.O.N.S. feat. Terri B!. „You Used To Hold Me“ (Kingdom Come Cuts Rec., 2008)
- Alexandra Prince „Rising High“ (Kontor Rec., 2007)
- The Disco Boys feat. Manfred Mann‘s Earthband „For You“ (2004)

### Alben
- Best-Of Syke‘n‘Sugarstarr (Le Bien Et Le Mal Rec., 2005)
- The Works 2006-2011 (WePlay Rec., 2011)
- Best-Of-Acapella Vol. 1 (Do The Hip!, 2012)

### Kompilationen
- Saturdays At Family Brisbane (Centralstation, AU)
- Housemusic.de Chapter VI (Milk & Sugar Rec., 2008)
- Kontor - Top Of The Clubs Vol. 27 (2003)